# Litinové nádobí

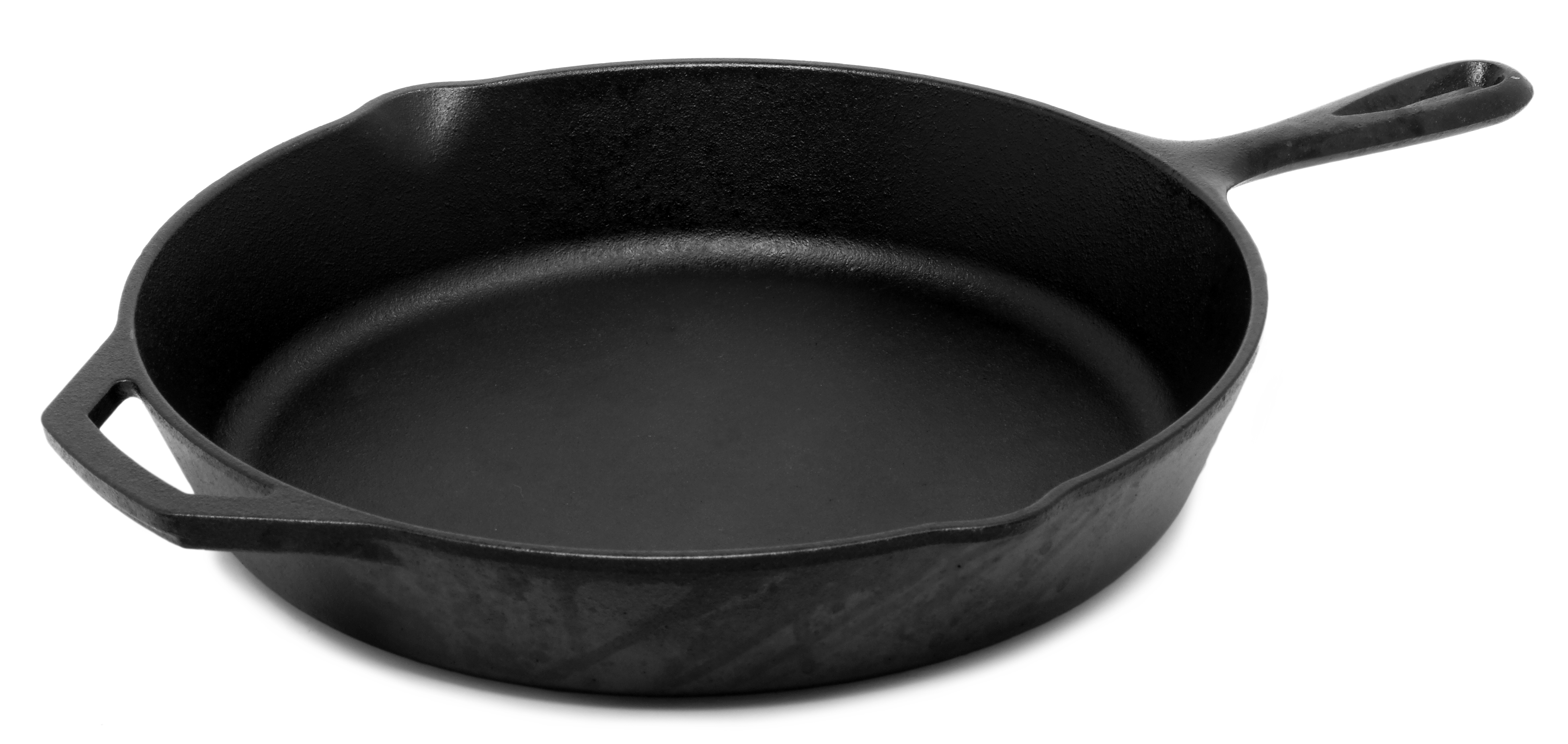
Pánev vyrobená z litiny

Litinové nádobí je nádobí vyrobené z litiny. Ta má řadu vlastností, z čehož ceněné je především výborné vedení tepla a zároveň zachování tvarové stálosti při vysoké teplotě. Z toho důvodu se litina využívá i pro výrobu krbových roštů. Své uplatnění si našla i při výrobě nádobí, které se dá použít na indukci, elektřině, na plynu nebo v troubě. Naopak se nesmí použít myčka ani větší množství mycích prostředků.
Nádobí vyrobené z litiny je ceněno pro svou schopnost akumulovat teplo, vysokou odolnost, schopnost udržet vysoké teploty po delší dobu a při správném vypálení i přirozený nepřilnavý povrch. Vypalování rovněž chrání litinu před korozí. Mezi litinové nádobí patří například pánve, pekáče, vaflovače, grily s hladkým povrchem, lisy na panini nebo hamburgery, pánve na palačinky, fritézy, tetsubiny, woky, jihoafrické potjie a indické karahi.

## Údržba
Ihned po použití litinové nádobí omyjte houbičkou nebo měkkým hadříkem pod teplou vodou. Nikdy nechte v nádobí dlouho napuštěnou vodu. Pokud zůstanou v nádobí zbytky jídla, nasypte dovnitř hrubou kuchyňskou sůl a pomocí vlhké houbičky nebo hadříku povrch jemně vydrhněte. U opravdu odolných nečistot lze přivést malé množství vody k varu přímo v nádobí, nechat ji odpařit a poté zbytky odstranit. Mírné množství jemného saponátu nepoškodí vrstvu ochranou vrstvičku, ale vyhněte se myčkám a kovovým drátěnkám. Po opláchnutí nechte nádobí řádně vyschnout a ještě teplé potřete ho velmi tenkou vrstvou rostlinného oleje přetřete – stačí asi půl čajové lžičky na 25 cm pánev. Takto připravené nádobí získá hladký, tmavý nepřilnavý povrch a ochranu proti korozi.

## Účinky na zdraví
Podle studie Americké dietetické asociace může litinové nádobí uvolňovat do pokrmů významné množství železa. Míra tohoto uvolňování závisí na druhu jídla, jeho kyselosti, obsahu vody, době vaření a stáří nádobí. Například obsah železa v rajčatové omáčce vzrostl o 845 % (z 0,61 na 5,77 mg/100 g), zatímco u kukuřičného chleba byl nárůst jen 28 % (z 0,67 na 0,86 mg/100 g). Tento jev může být prospěšný osobám s anémií nebo nedostatkem železa a stal se základem pro vznik tzv. železné rybky štěstí – malého železného ingotu určeného ke zvyšování příjmu železa při vaření. Naopak jedinci s hemochromatózou (poruchou ukládání železa) by se měli používání litinového nádobí vyhýbat. Laboratorní testy organizace America's Test Kitchen dále ukázaly, že nevypálená (nevypečená) litinová pánev uvolnila do rajčatové omáčky 10,8 mg železa na 100 g, zatímco správně vypečená litinová pánev jen minimální množství.